# Condado Imperial de Reuss

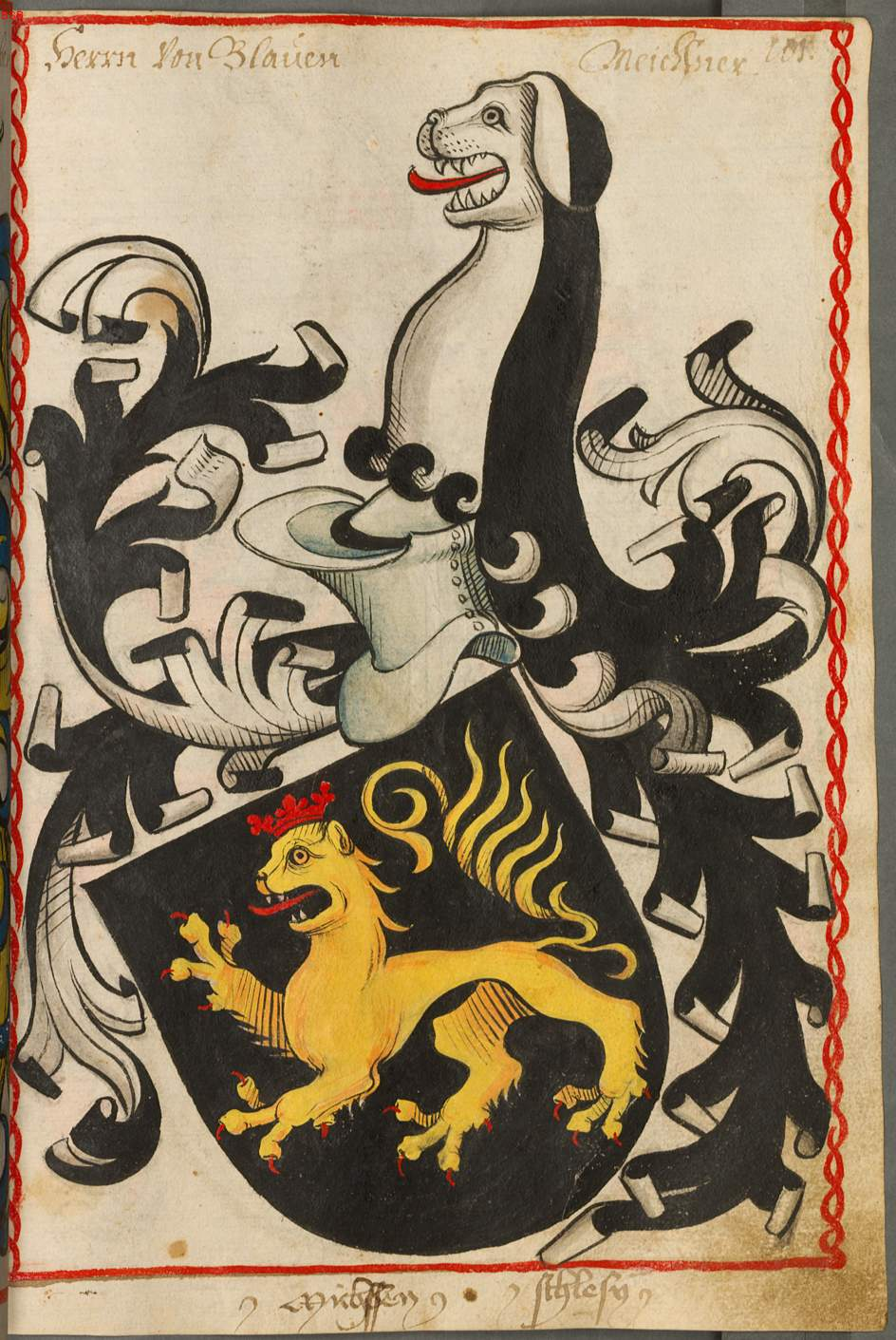
Escudo de armas de los Señores de Reuss-Plauen.

Reuss (en alemán: Reuß) fue el nombre de varios estados históricos localizados en el actual estado federado de Turingia, Alemania. Sus gobernantes, la Casa de Reuss, nombraron a sus hijos Heinrich (en español: Enrique) después de finales del siglo XII, en honor al emperador Enrique VI del Sacro Imperio Romano Germánico (1190-97), a quien debían sus estados de Weida y Gera. El jefe de cada rama de la familia lleva el título alemán de Príncipe Soberano (Fürst), el resto de los miembros dinásticos de la familia el de Príncipe (Prinz), con tratamiento de Alteza Serenísima.

## Historia de varios Estados
Varios diferentes principados de la Casa de Reuss que habían existido previamente, se habían agrupado para formar parte de las los líneas restantes durante el tiempo de la formación de la Confederación Germánica: la línea mayor y la línea menor de Reuss. Antes de esto, habían formado parte del Sacro Imperio Romano Germánico, y después de la Confederación del Rin.

### Orígenes
Las regiones que ocuparon los distintos principados de Reuss y las regiones colindantes fueron habitadas en la Alta Edad Media por poblaciones eslavas que fueron convertidas al cristianismo por el emperador germano Otón I (936-973). En materia eclesiástica la región estaba bajo la diócesis de Zeitz (fundada en 968), que se convirtió en sufragánea de Magdeburgo. A cuenta de las frecuentes incursiones de eslavos, la residencia del Obispo de Zeitz fue trasladada a Naumburg en 1028, después de lo cual la sede episcopal fue llamada Naumburg-Zeitz.
Tras su sometimiento a la autoridad germana, toda la provincia fue asignada a la Marca de Zeitz. Ya en el año 1000, sin embargo, el emperador Otón III permitió a la parte situada en el límite oriental de Turingia ser administrada mediante vogts o bailíos imperiales (advocati imperii), de donde este territorios recibió el nombre de Vogtland (Terra advocatorum), una designación que ha permanecido hasta el día de hoy como un resumen geográfico de Reuss, especialmente la parte junto a la frontera sajona. La posición del vogt pronto se convirtió en hereditaria. Los príncipes de Reuss son descendientes de los vogts de Weida.

### Principios de la Casa de Reuss
Está probado por evidencia documental que Erkenbert I (1122) que fue uno de sus antecesores. Sus sucesores adquirieron casi todo el Vogtland mediante disputas o por arreglos matrimoniales, aunque en los siglos XIV y XV perdieron la mayor parte de sus posesiones, la mayoría de las cuales cayó en favor del Electorado de Sajonia. En 1244 Enrique IV entró en un monasterio alemán. Sus hijos se dividieron sus posesiones, sus sedes siendo respectivamente en Weida (extinta en 1535), Gera (extinta en 1550) y Plauen.
En 1306 la rama de Plauen fue subdividida en una lína mayor que se extinguió en 1572, y una línea menor llamada Plauen en Greiz. Enrique, el fundador de la línea de Plauen (m. sobre 1300), a cuenta de su matrimonio con una nieta del rey Daniel de Galicia recibió el apellido de "der Reusse" (Ruteno), de donde el nombre pasó al territorio.
Debido a las cercanas relaciones de Reuss con los vecinos estados sajones, el Luteranismo rápidamente tomó raíces en Reuss. Los gobernantes se unieron a la Liga de Esmalcalda contra el emperador alemán, y perdieron sus posesiones, aunque más adelante las recuperaron.

### Numeración de los Enriques
Todos los varones de la Casa de Reuss son nombrados Heinrich/Enrique más un número. En la línea mayor la numeración cubre todos los niños varones de la Casa mayor, y los números aumentan hasta que llegan a 100 y entonces empieza de nuevo en 1. En la línea menor el sistema es similar pero los números aumentan hasta el final del siglo antes de empezar de nuevo en 1. Esta regulación peculiar fue formulada como Ley de la Casa familiar en 1688, pero la tradición de la uniformidad del nombre era ya en la práctica del 1200. Fue visto como un modo de honrar al emperador Hohenstaufen Heinrich/Enrique VI, que elevó a Heinrich der Reiche/Enrique el Rico (+1209) al puesto de rector del Claustro en Quedlinburg. 

### Principal partición

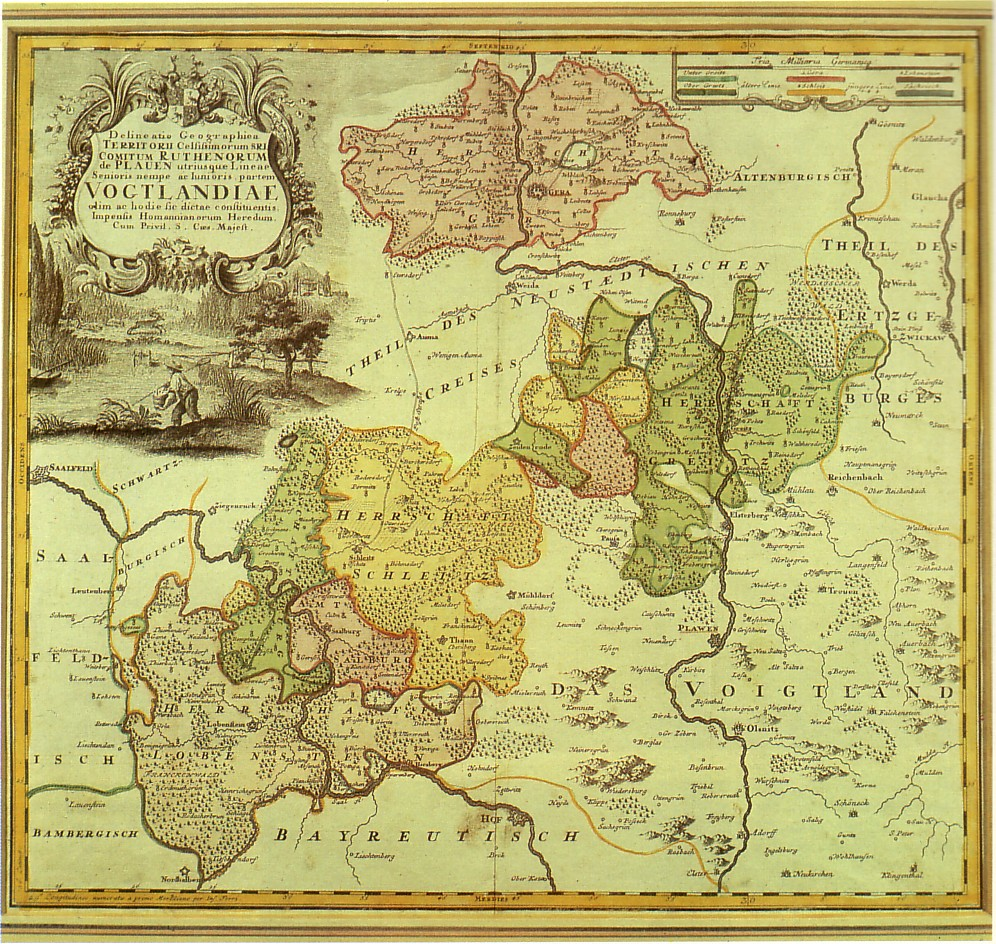
Los territorios de Reuss en el siglo XVIII.
Verde: Reuss línea mayor (Greiz, Burgk)
Rojo: Reuss-Gera (con Saalburg)
Amarillo: Reuss-Schleiz
Marrón: Reuss-Lobenstein

En 1564 los hijos de Enrique XIII de Reuss en Greiz dividieron los Estados en:
- Reuss de Bajo Greiz, descendientes de Enrique XIV el Mayor
- Reuss de Alto Greiz, descendientes de Enrique XV el Mediano
- Reuss de Gera, descendientes de Enrique XVI el Menor.

Mientras que la línea mediana de Reuss quedó extinta en 1616, las líneas Mayor y Menor fueron divididas de nuevo otras veces hasta que en 1778 el Conde Enrique XI unificó las posesiones de Alto y Bajo Greiz en el Principado de Reuss Línea Mayor. A la vez, el resto de estados de Gera se convirtieron en el Principado de Reuss Línea Menor en 1806.
Estos dos principados restantes de Reuss pasaron a formar parte a su vez de la Confederación Germánica (en 1815). Enrique XXII de Reuss (línea mayor) es notable entre los modernos príncipes de esta Casa por su enemistad con Prusia, a quien se opuso en la guerra austro-prusiana de 1866, cuando las tropas prusianas ocuparon sus dominios. Enrique se unió a la Confederación Germana del Norte y al nuevo Imperio alemán (1871). Él solo de todos los príncipes confederados permaneció hasta su muerte como un enemigo implacable del príncipe Bismarck y de las condiciones creadas en Alemania por la fundación del imperio. Con su hijo Enrique XXIV (1878-1927), incapaz de gobernar, la regencia de Reuss-Greiz pasó al príncipe reinante de la línea menor de Reuss. Ambas líneas perdieron sus tronos en la revolución alemana de 1918-19.

### Desenlace
Después de la Primera Guerra Mundial, los territorios de Reuss fueron unificados en 1919 como República de Reuss, que fue incorporada al nuevo estado de Turingia en 1920.

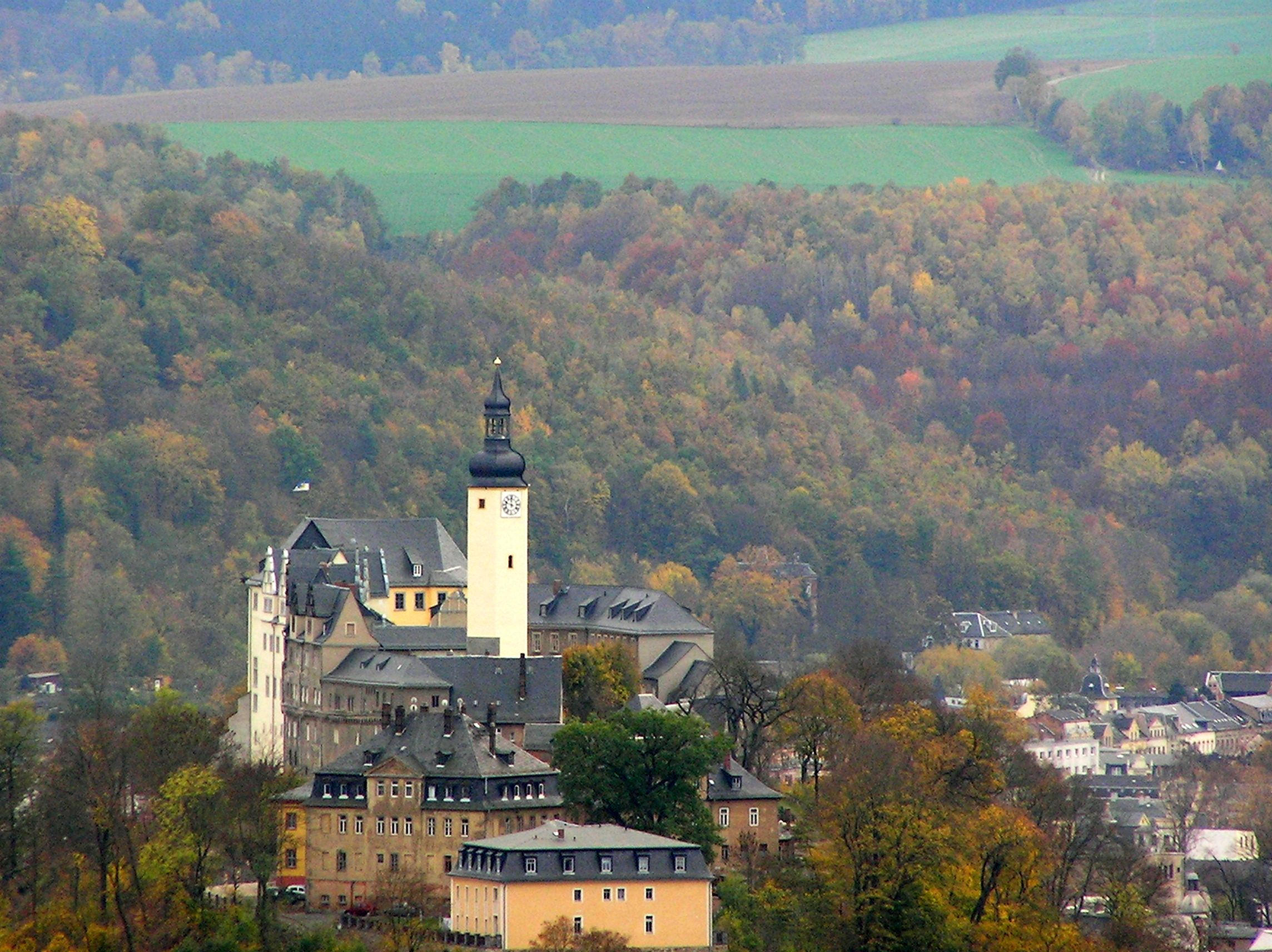
El Castillo Superior de Greiz
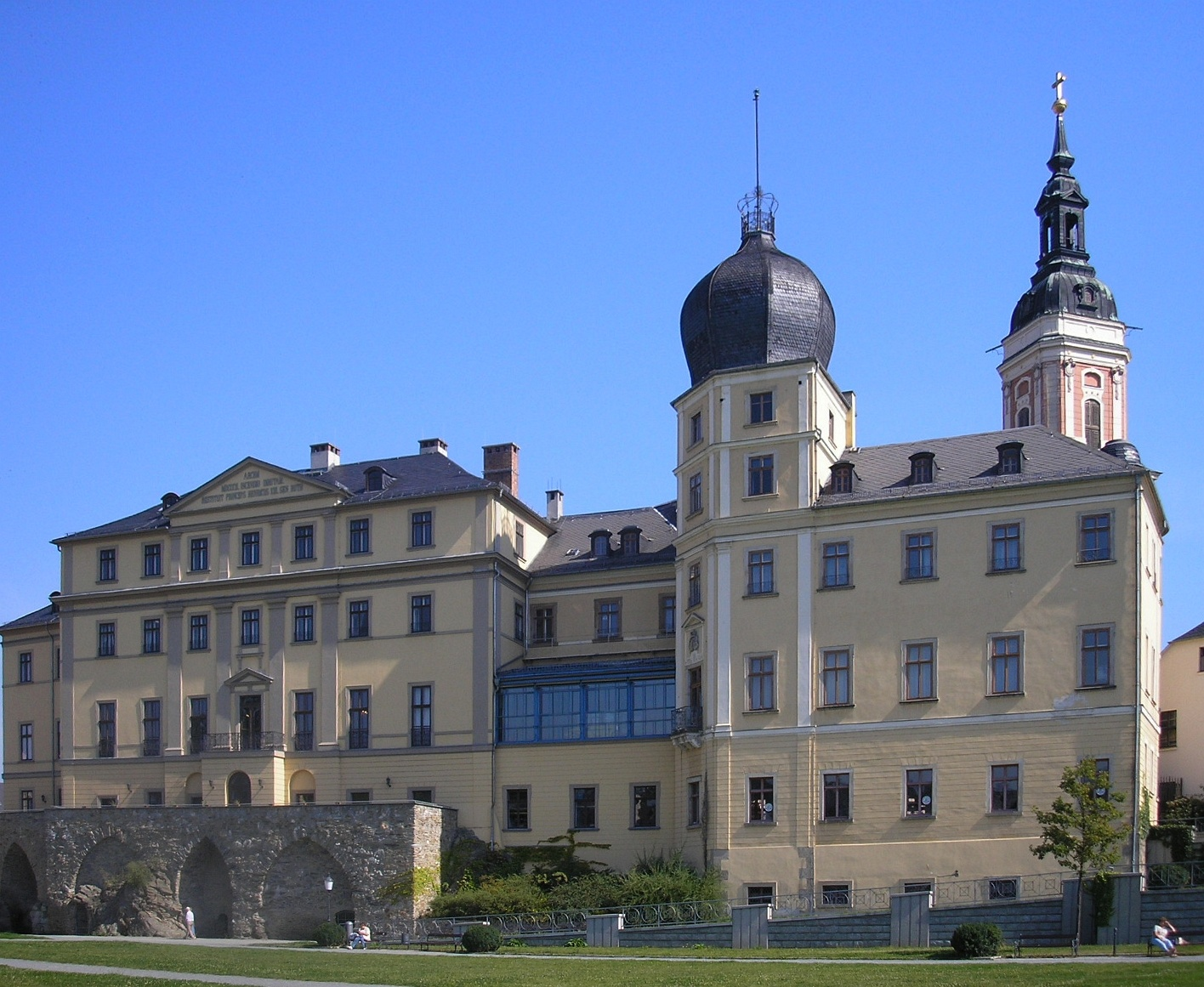
El Castillo Inferior de Greiz
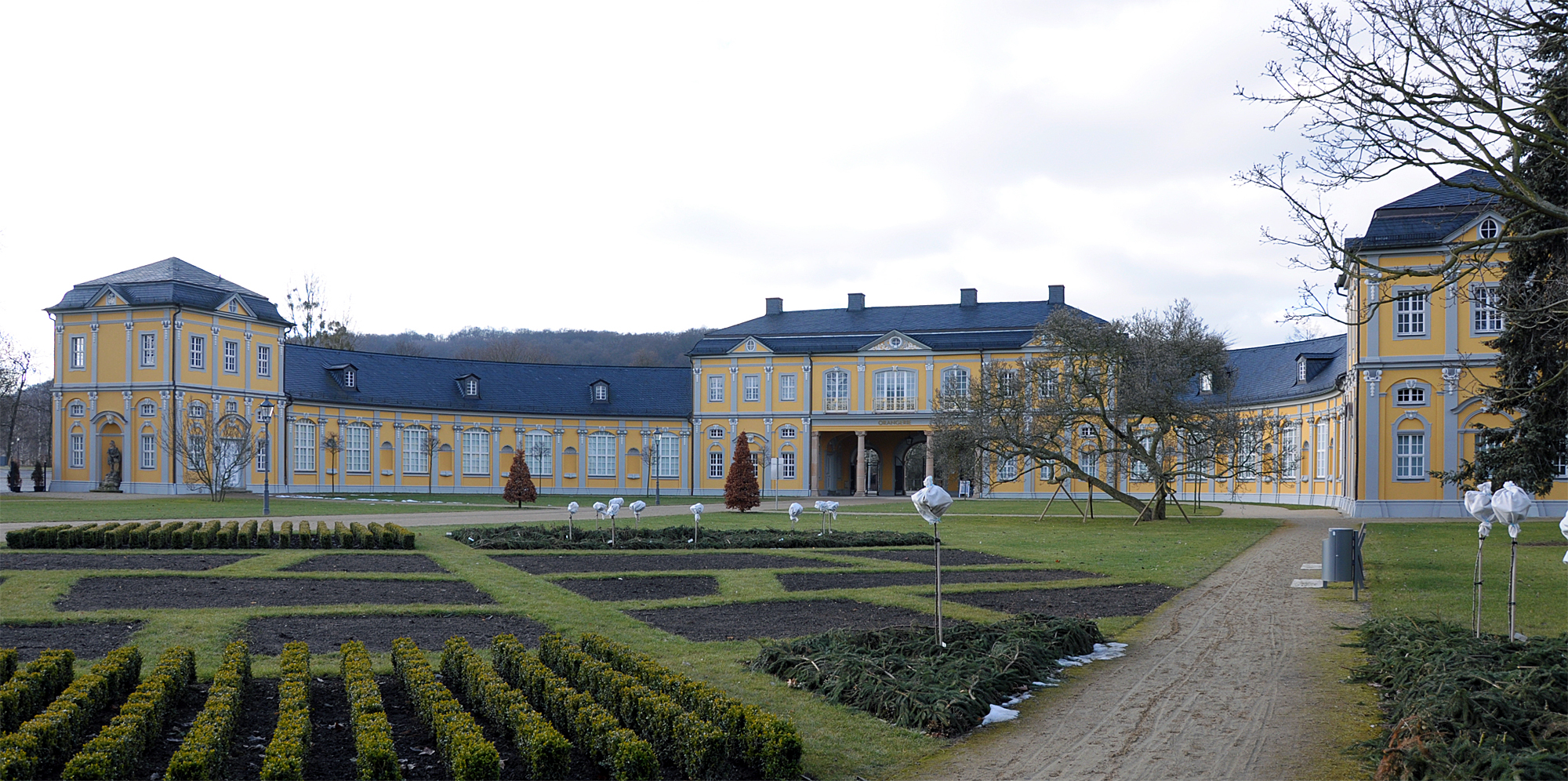
Orangería de Gera
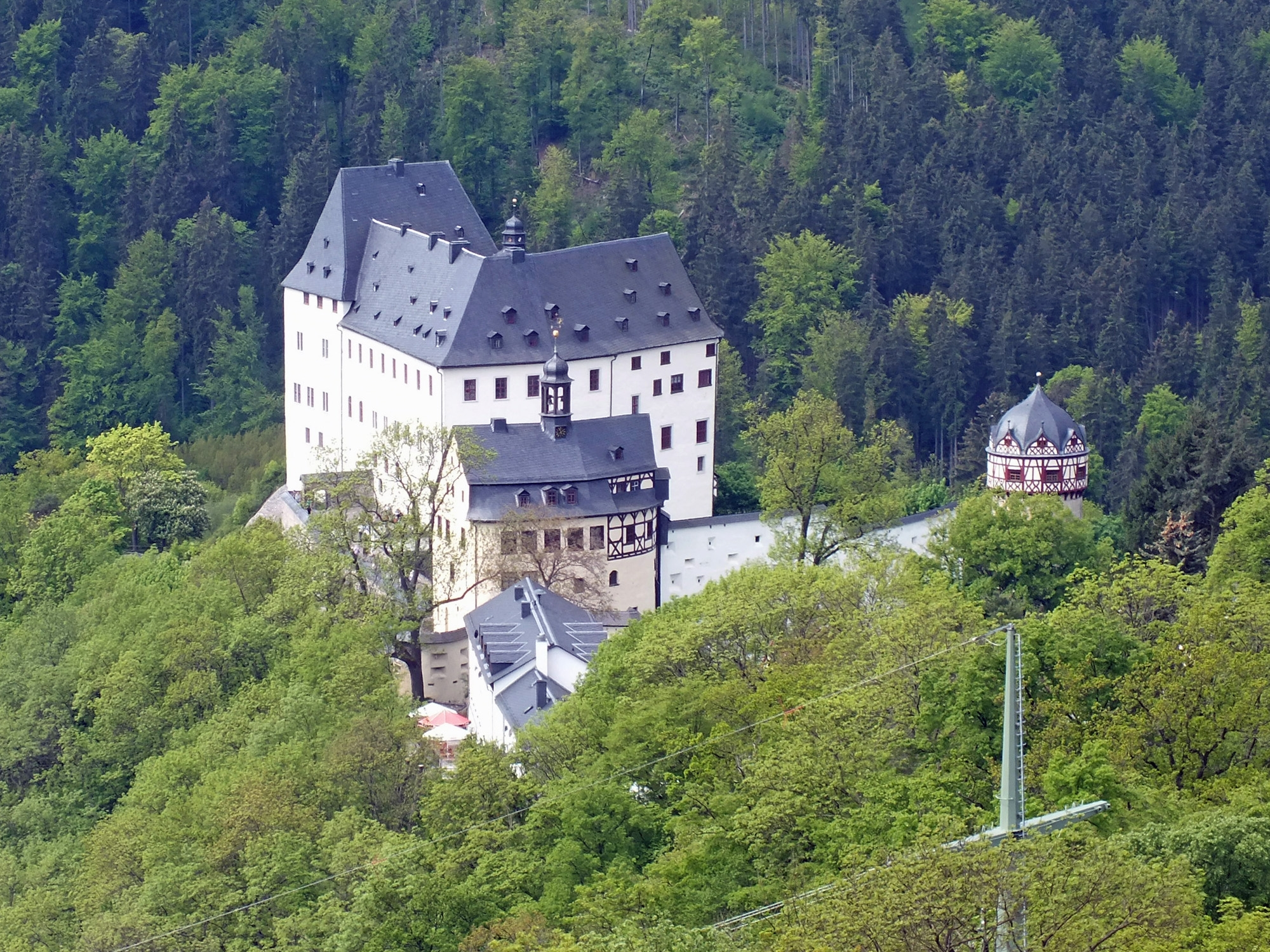
Castillo de Burgk

## Particiones de Reuss
| |                                                                                                  |                                                  |                                                                                         |                                                                                 |                                                      |                                                   |                                                   |
| Señorío de Weida (1122-1531)                                                                                                   | Señorío de Plauen (1209-1572)                                                                    | Señorío de Plauen (1209-1572)                    | Señorío de Plauen (1209-1572)                                                           | Señorío de Plauen (1209-1572)                                                   | Señorío de Plauen (1209-1572)                        | Señorío de Plauen (1209-1572)                     | Señorío de Greiz (primera creación) (1209-1239)   |
| Señorío de Weida (1122-1531)                                                                                                   |                                                                                                  |                                                  |                                                                                         |                                                                                 |                                                      |                                                   |                                                   |
| Señorío de Weida (1122-1531)                                                                                                   | Señorío de Greiz (segunda creación) (1274-1547)                                                  |                                                  |                                                                                         |                                                                                 |                                                      |                                                   |                                                   |
| |                                                                                                  |                                                  |                                                                                         |                                                                                 |                                                      |                                                   |                                                   |
| Señorío de Lobenstein (primera creación) (1425-1489)                                                                           | Señorío de Schleiz (primera creación) (1425-1547)                                                | Señorío de Gera (primera creación) (1238-1502)   | Señorío de Gera (primera creación) (1238-1502)                                          | Señorío de Gera (primera creación) (1238-1502)                                  |                                                      |                                                   |                                                   |
| |                                                                                                  |                                                  |                                                                                         |                                                                                 |                                                      |                                                   |                                                   |
| |                                                                                                  |                                                  |                                                                                         |                                                                                 |                                                      |                                                   |                                                   |
| |                                                                                                  |                                                  |                                                                                         |                                                                                 |                                                      |                                                   |                                                   |
| |                                                                                                  |                                                  |                                                                                         |                                                                                 |                                                      |                                                   |                                                   |
| Señorío de Burgk (1578-1697)                                                                                                   |                                                                                                  |                                                  | Señorío de Gera (segunda creación) (1547-1673) Ascendido a: Condado de Gera (1673-1802) | Señorío de Lobenstein (segunda creación) (1635-1673)                            | Señorío de Lobenstein (segunda creación) (1635-1673) | Señorío de Schleiz (segunda creación) (1635-1673) | Señorío de Schleiz (segunda creación) (1635-1673) |
| Señorío de Greiz (1562-1673 Ascendido a: Condado de Greiz (1673-1778) Linea media ascendida a: Principado de Greiz (1778-1918) |                                                                                                  |                                                  | Señorío de Gera (segunda creación) (1547-1673) Ascendido a: Condado de Gera (1673-1802) | Señorío de Lobenstein (segunda creación) (1635-1673)                            | Señorío de Lobenstein (segunda creación) (1635-1673) | Señorío de Schleiz (segunda creación) (1635-1673) | Señorío de Schleiz (segunda creación) (1635-1673) |
| Señorío de Ebersdorf (1671-1673) Ascendido a: Condado de Ebersdorf (1673-1806)                                                 | Ascendido a: Condado de Lobenstein (1673-1806) Ascendido a: Principado de Lobenstein (1806-1824) |                                                  | Señorío de Gera (segunda creación) (1547-1673) Ascendido a: Condado de Gera (1673-1802) |                                                                                 |                                                      | Señorío de Schleiz (segunda creación) (1635-1673) | Señorío de Schleiz (segunda creación) (1635-1673) |
| Señorío de Ebersdorf (1671-1673) Ascendido a: Condado de Ebersdorf (1673-1806)                                                 | Ascendido a: Condado de Lobenstein (1673-1806) Ascendido a: Principado de Lobenstein (1806-1824) | Ascendido a: Condado de Schleiz (1673-1848)      | Señorío de Gera (segunda creación) (1547-1673) Ascendido a: Condado de Gera (1673-1802) | Condado de Kostritz (1692-1806) Ascendido a: Principado de Kostritz (1806-1918) |                                                      |                                                   |                                                   |
| Gera dividido entre los territorios de la Linea Joven                                                                          | Ascendido a: Principado de Ebersdorf (1806-1848)                                                 | Ascendido a: Principado de Ebersdorf (1806-1848) |                                                                                         | Condado de Kostritz (1692-1806) Ascendido a: Principado de Kostritz (1806-1918) |                                                      |                                                   |                                                   |
| Principado de Gera (Linea de Reuss-Schleiz) (1848-1918)                                                                        |                                                                                                  | Ascendido a: Condado de Schleiz (1673-1848)      |                                                                                         | Condado de Kostritz (1692-1806) Ascendido a: Principado de Kostritz (1806-1918) |                                                      |                                                   |                                                   |

## Símbolos de la Casa de Reuss

Banderas
Reuss-Lobenstein.
Bandera de Reuss (línea mayor), incluidas sus particiones.
Bandera de Reuss (línea menor), incluidas sus particiones.
Estandarte de los príncipes de Reuss-Greiz.

Escudos
Escudo general de todas las ramas de Reuss.
Escudo de armas de la rama mayor de Reuss
Escudo de armas de la línea menor de Reuss.
Escudo de armas de Leonor de Reuss-Köstritz, reina consorte de Bulgaria.